# 單気筒
單気筒（たんきとう）は、日本のイラストレーター、デザイナー。
ゲーム雑誌『ゲーメスト』（新声社）の読者投稿コーナーへのイラストの投稿で名を上げ、のちにゲームソフト製作会社株式会社コンパイルに入社。PC9801用ソフトディスクステーション上にて、グラフィッカーとして活動していた。転職後は小西 浩、こにし ひろし名義で、ゲームのキャラクターデザインなどで活躍している。

## ゲーム
- After Devil Force〜狂王の後継者〜（コンパイル） - 戦闘キャラデザイン
- ぷよぷよ〜ん（開発元：コンパイル、発売元：セガ） - DC版パッケージイラスト
- 悠香タイピング（スティング、小西 浩名義）
- ラジアータ ストーリーズ（開発元：トライエース、発売元：スクウェア・エニックス、小西 浩名義）
- ラジアントヒストリア（開発元：アトラス/ヘッドロック、発売元：アトラス、こにし ひろし名義）
- グロリア・ユニオン（開発元：スティング、発売元：アトラス、こにし ひろし名義）
- 幻塔戦記 グリフォン（開発元：Aiming、発売元：セガ、こにし ひろし名義）

## 文庫挿絵
- 『ブルースター・シンフォニー』（著：岩佐まもる、角川スニーカー文庫、こにし ひろし名義）
- 『ガンダムNOVELS―閃光となった戦士たち』収録「道化師たちの夜」（著：岩佐まもる、角川書店、こにし ひろし名義）
- 『巡幸の半女神』（著：新井円侍、講談社ラノベ文庫、こにし ひろし名義）